# 宇都宮市立城山中学校
宇都宮市立城山中学校（うつのみやしりつ しろやまちゅうがっこう）は、栃木県宇都宮市大谷町にある公立中学校。

## 概要
前期中等教育機関として宇都宮市大谷町に設置された中学校であり、学区は城山地区全域にあたる。

## 沿革

### 年表
- 1947年（昭和22年）4月1日 - 学校教育法により設立　栃木県河内郡城山村城山中学校と命名
- 1950年（昭和25年）4月8日 - 宇都宮農業高校城山分校が城山中学校内に移転設置される
- 1954年（昭和29年）11月1日 - 市町村合併により宇都宮市立城山中学校と改称
- 1961年（昭和36年）4月1日 - 前日に廃止された宇都宮農業高校城山分校校舎を技術・家庭科室とする
- 1967年（昭和42年）2月14日 - 創立20周年記念式典並びに校歌制定発表会開催
- 1969年（昭和44年）11月11日 - 体育館兼講堂落成式
- 1977年（昭和52年）7月18日 - 新校舎落成
- 1977年（昭和52年）11月12日 - 創立30周年記念式典
- 1985年（昭和60年）5月6日 - 勤労体験学習の促進　2年生水田耕作スタート『田植え』実施（稲刈りは9月30日実施）
- 1994年（平成6年）3月28日 - 校舎南側に玄関・事務室・展示室完成
- 1997年（平成9年）11月13日 - 創立50周年記念式典
- 1998年（平成10年）4月1日 - 給食業務の民間業者委託開始
- 2002年（平成14年）4月1日 - 新学習指導要領　学校完全週5日制の実施　学校評議員制の実施
- 2004年（平成16年）4月1日 - 2学期制の実施
- 2007年（平成19年）4月 - 制服改定、地域協議会制度の実施
- 2010年（平成22年）6月25日 - 体育館等落成記念式典
- 2012年（平成24年）5月26日 -  土曜授業の開始

## 教育目標
国、県、市の方針や地域の実態を踏まえるとともに、「人間尊重の教育」を基盤として、心身ともに健康で、自主的、自律的に行動し、豊かな創造力と正しい判断力を身に付け、社会の変化に主体的に対応し、国際人として世界に貢献できる日本人の育成を目指す。　
- 心身ともに健康で勤労を尊ぶ生徒
- 基礎となる学力を身につけ、自ら学ぶ意欲をもつ生徒
- 礼儀正しく、責任を重んじ、心情豊かな生徒
- 主体的で創造性に富み、個性豊かな生徒
- 文化や伝統を尊重し、国際社会に貢献できる生徒

## 生徒信条
- 強く　　心身ともに健康な生徒
- 賢く　　創造性に富む生徒
- 美しく　心情豊かな生徒

## 学校行事
- 1学期
  - 4月 - 始業式・入学式・新体力テスト
  - 5月 - 宇河地区春季大会・生徒会総会
  - 6月 - 県春季大会・体育祭・1学期中間テスト・修学旅行･社会体験学習
  - 7月 - 実力テスト・宇河地区総合体育大会・夏休み・ふるさと学習
  - 9月 - 1学期期末テスト
- 2学期
  - 10月 - 宇河地区新人大会・学習発表会（文化祭）
  - 11月 - テスト・オープンスクール
  - 12月 - 冬休み
  - 1月 - テスト
  - 2月 - スキー教室・テスト・3年生を送る会
  - 3月 - 卒業式・修了式

## 生徒会活動
生徒会総会
- 総会は生徒会の最高議決機関であり、予算審議及び年間計画を審議する。
- 毎年5月に会長が召集し、会員5分の4以上の出席で成立し、出席会員の過半数の賛成で可決する。
- 会長た中央委員会が必要とした時、学校長の許可を得て臨時総会を開く事ができる。

中央委員会
- 本部役員（生徒会長、副会長、書記、会計、議長、副議長）と専門委員長、各学級委員長で組織される。
- 各種委員会と学級等との連絡調整、生徒会主催の行事の企画・運営、学級の提案事項の検討、生徒会総会の運営などを行う。

専門委員会
- 学年委員会（旧 実践・ＪＲＣ委員会　旧名称の活動内容が限定されているため、より学級委員に焦点を当てた名称に変更）　
  - 学級委員長・副委員長としてクラスをまとめる。
  - 生徒会主催の行事の企画・運営を行う。
  - 募金活動やボランティア活動を推進する。
- 広報委員会
  - 校内放送（給食・清掃）の企画し、実施する。
  - 校内掲示物の整備を行う。
- 図書委員会
  - 学校図書館の運営（貸し出し、書庫整理）を行う。
- 生活安全委員会
  - あいさつ運動の実施。
  - 3分前チャイム着席・身だしなみ点検の実施。
  - 自転車安全点検の実施。
- 環境整備委員会
  - 美化コンクールの運営・実施。
  - 清掃用具点検の実施。
  - 校内緑化活動の推進。
- 保健体育委員会
  - 衛生検査（つめ、ハンカチ、ティシュ等）の実施。
  - 出席黒板の記入を行う。
  - 学級ボールを管理する。
- 給食委員会
  - 給食当番衛生検査表を記入する。
  - セレクト給食のチェックを行う。
  - リサイクルの牛乳パックを整理・保管する。

実行委員会
選挙管理委員会
| 組織名         | 構成役員             |
| -------------- | -------------------- |
| 生徒会総会     | 全校生徒             |
| 中央委員会     | [ 注釈 1 ]           |
| 専門委員会     | 各クラス男女１名ずつ |
| 実行委員会     | 各クラス男女１名ずつ |
| 選挙管理委員会 | 各クラス男女１名ずつ |

## 部活動
| 部活動名           | 男子 | 女子 | 場所         | 概要                                                         |
| ------------------ | ---- | ---- | ------------ | ------------------------------------------------------------ |
| 野球部             | ○    | ○    | 校庭         |                                                              |
| 陸上競技部         | ○    | ○    | 校庭         | 2018年3月31日をもって廃止                                    |
| サッカー部         | ○    | ○    | 校庭         |                                                              |
| テニス部           | ○    | ○    | テニスコート |                                                              |
| 卓球部             | ○    | ○    | 剣道場       | 2019年頃までは体育館二階のミーティングルームを使用していた。 |
| バスケットボール部 | ○    | ○    | 体育館       |                                                              |
| バレーボール部     |      | ○    | 体育館       |                                                              |
| 弓道部             | ○    | ○    | 弓道場       |                                                              |
| 剣道部             | ○    | ○    | 武道場       |                                                              |
| 吹奏楽部           | ○    | ○    | 音楽室       |                                                              |
| 美術部             | ○    | ○    | 美術室       |                                                              |

## 通学区域
- 宇都宮市[1]
  - 飯田町
  - 大谷町
  - 古賀志町
  - 駒生町の一部
  - 下荒針町
  - 田下町
  - 田野町
  - 福岡町

## 交通
- 関東バス城山中央小前バス停より徒歩1分